# 링컨 대학교 (영국)
링컨 대학교는 1861년으로 거슬러 올라가는 기원을 가진 영국 링컨에 있는 공립 연구 대학교이다. 1992년에 종합대학교로 승격되었고 2001년에 현재의 이름이 되었다. 메인 캠퍼스는 Brayford Pool 옆에 있는 Lincoln 시의 중심부에 있다. Riseholme 과 Holbeach에 Lincolnshire 전역에 위성 캠퍼스가 있으며 졸업식은 Lincoln Cathedral 에서 열린다.
링컨 대학은 Hull School of Art (1861), Hull Technical Institute (1893), Roman Catholic 교사 양성 Endsleigh College (1905), Hull Central College of Commerce (1930), Kingston 등 여러 교육 기관에서 발전했다. Hull College of Education (1913)에 따라 . 이들은 1976년에 Hull College of Higher Education으로 합병되었으며, 어업, 식품 및 제조 분야의 여러 과정을 흡수하면서 1983년에 Humberside 고등 교육 대학으로 이름이 변경되었다.
1991년에 Humberside Polytechnic이 되었다.
1992년에는 University of Humberside 와 같이 정식 대학이 된 많은 영국 기관 중 하나였다.
이 대학은 Brayford Pool이 내려다보이는 Lincoln 도심의 남서쪽에 새로운 캠퍼스를 개발했다. 1996년 1월에 University of Lincolnshire and Humberside 로 이름이 바뀌었고 1996년 9월에 처음으로 500명의 Lincoln 기반 학생이 입학했다

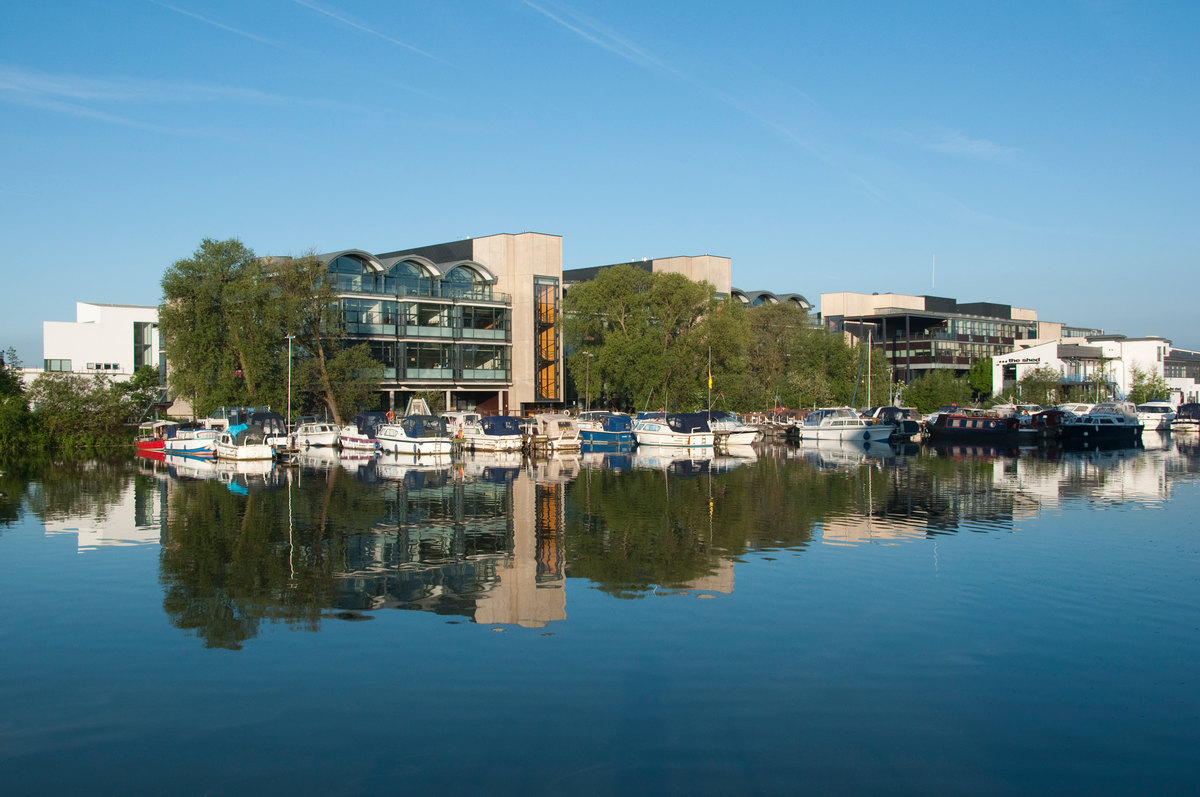
Brayford Pool 건너 University of Lincoln을 바라보며

2001년 10월에 링컨 대학교 로 또 다른 이름을 바꾸면서 이 대학교는 2002년에 메인 캠퍼스를 헐에서 링컨으로 옮겼다
엘리자베스 2세 여왕은 수십 년 동안 영국에 지어진 최초의 새로운 도심 캠퍼스인 대학의 메인 링컨 캠퍼스를 열었다. 3억 7,500만 파운드 이상을 Brayford Pool에 투자하여 도심의 재개발 부지를 탈바꿈하고 지역을 재활성화하고 소매, 레저 및 부동산 부문의 투자를 유치했다. 경제학자들은 이 대학이 Lincoln에서 최소 3,000개의 새 일자리를 창출했으며 지역 경제를 위해 연간 2억 5천만 파운드 이상을 창출하여 이전 지역 경제 성장률을 두 배로 늘린 것으로 추정한다.
2004년 10월 28일, Holbeach의 국립 식품 제조 센터는 전문 식품 과학 기술 공원으로 재개발한 후 South Holland 및 Deepings 의원인 John Hayes 에 의해 다시 문을 열었다. 통합에는 Lincoln 대학이 Lincolnshire에 있는 Leicester에 기반을 둔 De Montfort University 의 학교(Lincoln 오르막에 있는 Lincoln School of Art, Riseholme, Caythorpe 및 Holbeach 에 있는 Lincolnshire School of Agriculture 사이트)를 인수하는 것이 포함되었다. Caythorpe는 나중에 폐쇄되었고 그 활동은 Riseholme으로 이전되었다. Grimsby 에서 진행된 과정도 당시 Lincoln으로 이전되었다.
1990년대 후반까지 헐에 있는 대학 부지는 초점이 링컨으로 옮겨감에 따라 축소되었다. 2001년 행정 본부와 경영진을 링컨으로 옮기고 이전 메인 캠퍼스였던 헐의 코팅햄 로드 캠퍼스를 이웃 대학인 헐 대학에 매각하기로 결정하면서 이 과정은 한 단계 더 나아갔다. 이 사이트에는 현재 Hull York Medical School이 있다. 2012년까지 대학은 Hull 도심에 있는 더 작은 캠퍼스인 Derek Crothall Building을 유지했다. Hull의 Beverley Road에 있는 또 다른 캠퍼스와 학생회관도 재개발을 위해 매각되었다.
2012년에 모든 농업 추가 교육 조항은 Riseholme College에서 Bishop Burton College 로 이전되었다. Bishop Burton College는 현재 2021년부터 주로 University of Lincoln으로 복귀한 Riseholme 캠퍼스를 제한적으로만 사용하는 Lincolnshire Showground 의 새로운 특수 목적 부지로 이전했다. 사이트 개발은 아직 결정되지 않았지만 대학은 이전에 정부가 소유했던 인근 사이트에서 최근에 비워진 Lawress Hall(이전 교육, 회의 및 결혼식 장소)을 구입했다.
2021년 3월에는 2021/2022 학년도에 맞춰 새로운 Lincoln Medical School이 문을 열었다. Brayfood Pool 캠퍼스에 있는 이 건물에는 강의실, 연수생 관찰 극장, 의학 연구 전용 도서관, 연합 의료, 약학, 화학 및 생물학 교과서가 있다. 그것은 노팅엄 대학교 의과 대학 과의 파트너십으로 운영된다.

## 조직 및 관리

### 대학 및 학과
University of Lincoln은 대학 기반 시스템으로 구성되어 있으며 각 대학은 부총장이 이끌고 있다. 4개의 연구 대학이 있으며 각 대학은 학교, 연구소 및 연구 센터로 구성되어 있다.
- College of Science
  - School of Chemistry
  - School of Computer Science
  - School of Engineering
  - Department of Geography
  - Department of Life Sciences
  - School of Mathematics and Physics
  - Lincoln Medical School
  - School of Pharmacy
  - National Centre for Food Manufacturing
  - Lincoln Institute for Agri-food Technology
- College of Arts
  - School of Architecture and the Built Environment
  - School of Design
  - School of Film, Media and Journalism
  - School of Creative Arts
  - School of Humanities and Heritage
- College of Social Science
  - School of Education
  - School of Health and Social Care
  - Lincoln Law School
  - School of Psychology
  - School of Social and Political Sciences
  - School of Sport and Exercise Science
  - Health and Wellbeing Hub
- Lincoln International Business School
  - Department of Accountancy, Finance and Economics
  - Department of Management
  - Department of Marketing, Tourism and Events

### 이과대학
과학 대학은 Brayford, Riseholme 및 Holbeach 캠퍼스 건너편에 있다.
공대는 20년 넘게 영국에서 설립된 최초의 학교가 되었으며, 2011년 Siemens 와의 협력으로 개교했다. Architects Allies와 Morrison 이 설계한 Isaac Newton 빌딩은 Siemens Industrial Turbo-machinery Lincoln을 통합하여 제품 교육 시설을 공동 배치했다.
지리학과에서는 Royal Geographical Society 에서 인증한 프로그램을 제공한다. 생명과학과에서는 동물행동클리닉을 운영하고 있다.
수학 및 물리학 학교는 2014년 9월에 개교했으며 2016년 9월 Efim Zelmanov 교수가 개교했다. 물리학 프로그램은 Institute of Physics의 인증을 받았다.
Lincoln Medical School은 2018년에 University of Nottingham 과 협력하여 General Medical Council 에 등록을 제안하면서 설립되었다. 상담실, 해부학실, 생의학 및 건강 과학 도서관으로 구성된 Ross Lucas Medical Sciences Building에 특별히 지어졌다.
약학 대학은 General Pharmaceutical Council 에서 인증한 프로그램을 제공한다. 이 대학은 상업 연구 조직인 JBL Science를 통합한다.
National Center for Food Manufacturing은 Holbeach 캠퍼스에 있으며 미생물학 실험실, 제품 개발 주방 및 감각실이 있다.
Lincoln Institute for Agri-food Technology는 18세기 2등급으로 등재된 Riseholme Hall 의 Riseholme 캠퍼스에 있으며, Lincoln Red 소와 Lincoln Longwool 양을 포함한 가축이 있는 작업 농장과 나란히 있다.

### 예술대학
예술 대학은 연구를 수행하며 다양한 학부 및 대학원 프로그램을 보유하고 있다. 이 대학은 107.3 FM 및 온라인으로 방송되는 커뮤니티 라디오 방송국인 사이렌 라디오 와 2008년에 개장한 446석 규모의 링컨 공연 예술 센터 의 본거지이다
영화, 미디어 및 저널리즘 학교는 Central England 및 New Lincs Media를 위한 미디어 아카이브의 본거지이다. Lincoln Sound Theatre는 방문 교수인 Trevor Dann 에 의해 2010년에 문을 열었다.
School of Humanities and Heritage는 대학의 보존 및 재료 분석 컨설팅 회사인 Lincoln Conservation을 통합하여 Historic Royal Palaces 및 Victoria and Albert Museum을 비롯한 고객과 협력한다.
건축 및 건축 환경 학교는 Royal Institute of British Architects 인증 프로그램을 제공한다. 과정은 홍콩의 School for Higher and Professional Education 에서 제공된다.

### 사회과학대학
사라 스위프트 빌딩에는 심리학 학교와 보건 및 사회 복지 학교가 있다. 심리 실험실과 모의 병원 병동을 포함하여 이 분야의 다양한 전용 시설을 갖추고 있다.
Health and Wellbeing Hub는 Health and Care Professions Council 과 Nursing and Midwifery Council 의 인증을 받은 자격을 갖춘 보건 및 사회 복지사를 위한 등록 후 프로그램 및 지속적인 전문성 개발을 제공한다.
스포츠 및 운동 과학 학교는 트레드밀과 에르고미터, 가스 및 젖산염 측정 장비, 동작 감지, 충격 분석 및 끝없는 수영장을 포함하는 실험실이 있는 인간 성과 센터에 기반을 두고 있다. 프로그램은 National Strength and Conditioning Association 에서 인정하고 International Universities Strength and Conditioning Association 에서 인증한 Chartered Institute for the Management of Sport and Physical Activity 의 승인을 받았다.
David Chiddick 빌딩에 위치한 Lincoln International Business School(LIBS)은 학부, 대학원 및 박사 수준 프로그램을 제공한다. AACSB의 회원으로서 비즈니스 교육 및 다양한 전달 방법에 대한 교차 기능적 접근 방식으로 유명하다. 과정은 Chartered Management Institute, Chartered Institute of Professional Development 및 Chartered Institute of Logistics and Transport 의 인증을 받았다. 또한 일하는 전문가를 대상으로 원격 학습 및 임원 교육을 제공하며 학생들은 학생이 관리하는 투자 펀드에 참여할 수 있다.

## 관할

### 부총장
Neal Juster 교수는 2021년 10월에 대학 부총장으로 취임했으며, 이전에는 글래스고 대학교 에서 부총장을 역임했다. 그의 배경은 Strathclyde 대학교의 Pro Vice-Principal, Dean of Engineering at the University of Strathclyde 및 University of Leeds의 기계 공학과 선임 강사를 역임한 기계 공학 분야이다. 다음은 대학 부총장을 역임했다.
- 1989 - 2001: 로저 킹 교수[25]
- 2001 - 2009: 데이비드 치딕 교수[26]
- 2009 - 2021: Mary Stuart 교수 CBE[27]
- 2021년~현재: 닐 저스터 교수[28]

현 교육감인 Lord Victor는 2008년 12월에 취임했다. 그는 사회 복지 기업인 Turning Point 의 전 CEO이자 현재 NHS Confederation 의 의장이며 People's Peer 가 된 최초의 개인 중 한 명이다. 다음은 대학 총장을 역임했다.
- 1994 - 2000: 해리 후퍼 박사 CBE TD
- 2000 - 2007: Dame Elizabeth Esteve-Coll
- 2008–현재: 빅터 아데보왈, 남작 아데보왈[29]

### 친교장
2명의 Pro-Chancellors가 의례적인 의무에서 교육감을 돕는다. 현재 Pro-Chancellors는 현재 이사회 의장인 Dame Diane Lees CBE와 직전 의장인 Mr Haydn Biddle이다. 다음은 Pro-Chancellor 및 대학 이사회 의장을 역임했다.
- 2009 - 2012: 그레이엄 세커 씨
- 2012 - 2018: 하이든 비들 씨
- 2018–현재: Dame Diane Lees CBE[29]

## 캠퍼스 시설
이 대학에는 3개의 도서관이 있다: 주요 대학 도서관, National Center for Food Manufacturing의 일부인 Holbeach Campus의 도서관, Lincoln Medical School 의 Biomedical and Health Sciences Library.
대학 도서관은 개조된 산업 철도 상품 창고인 Great Central Warehouse(GCW) 건물을 사용한다. 2004년 12월 Brayford 캠퍼스에서 문을 열었다. 총 300,000권이 넘는 책, 저널 및 기타 참고 자료가 소장되어 있다.
Great Central Warehouse 건물은 Great Central Railway 에 의해 1907년에 지어졌다. 1998년에 파손되기 전까지 건축업자의 창고로 20세기 후반을 보냈다. 그것은 대학의 사내 건축가 팀에 의해 도서관으로 개조되었으며 2004년 영국 고등 교육 품질 보증 기관 의 최고 경영자에 의해 공식적으로 열렸다. 2005년 레스터에서 열린 RICS( Royal Institution of Chartered Surveyors ) 지역 어워드에서 보존 및 재생 부문에서 금상과 은상을 수상했다. RIBA( Royal Institute of British Architects )에서 상을 받기도 했다.

### 라이브 음악
1874년 Manchester, Sheffield &amp; Lincolnshire Railway 에 의해 지어진 Engine Shed는 Lincolnshire에서 유일하게 살아남은 4트랙 막다른 철도 건물이었다. 2006년 9월 이 지역 최대의 라이브 음악 공연장으로 개조된 엔터테인먼트 장소로 문을 열었다. Engine Shed, Platform 및 Tower Bar로 구성되며 최대 2,000명을 수용할 수 있다. 2014년에 대학은 The Engine Shed의 통제권을 학생회에 양도했다.

### 공연 예술 센터
Lincoln Performing Arts Center(LPAC)에는 라이브 예술 공연, 컨퍼런스 및 영화 상영을 위해 설계된 450석 규모의 다목적 강당이 있다. 그것의 이벤트는 이웃 장소의 이벤트와 경쟁하기보다는 보완하도록 설계되었다.

### 사이언스 앤 이노베이션 파크
Lincoln Science and Innovation Park는 주요 대학 캠퍼스 남쪽의 대규모 재개발이다. 실험실을 포함한 대학 시설과 새로운 사무실 및 연구 시설을 추가할 업계 파트너를 위한 공간으로 구성된다.
Science and Innovation Park는 Lincolnshire Co-operative 와 협력하여 개발되고 있다.

### 스포츠 센터
시설로는 2인용 스포츠 홀, 4개의 스쿼시 코트, 인조 경기장, 피트니스 스위트, 댄스 스튜디오, 8개의 배드민턴 및 짧은 테니스 코트, 2개의 농구 코트, 2개의 배구 코트, 2개의 네트볼 코트, 2개의 5인용 축구 경기장 및 7면 축구장. 또한 스포츠 및 운동 과학 학교를 보유하고 있으며 대부분의 시설이 건물에 있다.

## 대학 정보
대학에 따르면 Brayford Pool 캠퍼스의 학생 인구에는 100개가 넘는 국가 그룹이 나타난다. 사용 가능한 2019/20 학년도 데이터를 기반으로 총 학생 수는 학부생 14,095 명과 대학원생 2,330 명이었다.

### 총학생회
링컨 대학교 학생회(University of Lincoln Students' Union)는 대학교 설립 당시로 거슬러 올라간다. 2007년에 보증 유한 회사 로 재구성되었고 자선 단체로 등록되어 학생 조합을 위한 보다 전통적인 거버넌스 구조를 도입했다. 그것은 대학의 학생들을 지원하고 대표한다. 안식년 임원은 학생회에서 선출하고 교직원의 지원을 받는다. 많은 스포츠 팀이 전국 BUCS 리그에서 운영되며 다른 기관과 전국적으로 경쟁한다.
총학생회는 연례 시상식에서 2014/15 올해 의 NUS(National Union of Students) 고등 교육 학생회를 수상했다.
2014년에 캠퍼스 내 펍 The Shed 의 소유권은 Greene King 에서 인수한 후 학생 연합으로 이전되었다. 나중에 The Swan으로 이름이 변경되었다. 2015년 학생회는 Best Bar None Gold를 수상했으며 Best Bar None Safest Venue 부문에서 2위를 차지했다.
2016년 학생 국민투표 이후 총학생회는 논란이 되고 있는 2016년 NUS 회의 이후 불만으로 인해 NUS에서 탈퇴하기로 투표했다. 12월 NUS를 공식적으로 탈퇴하기로 결정했지만, 1차 투표에 반대하는 학생들의 접근으로 2차 국민투표가 실시되었다. 재방송에서는 1,302명의 학생이 NUS에 남겠다고 투표했고 437명이 탈퇴를 지지했다.
이 문제는 2018년과 2019년 전학생회에서 학생들과 협의한 후인 2019년에 다시 불거졌다 . 그러나 학생 단체 전체의 반발로 인해 NUS를 떠나는 국민 투표가 열렸다. 이것은 2020년 1월 1일에 NUS로부터 탈퇴를 제안했다. 총 2614명(15.7%)의 학생이 투표했으며 996명이 남고 1,539명이 떠나고 79명이 기권했다.

### 학생 숙소
Lincoln은 학생들을 위한 다양한 숙소 옵션을 제공한다. 이 대학은 Lincoln Court와 Cygnet Wharf를 포함한 Student Village를 소유하고 운영한다. Brayford Pool Campus에 위치한 해안가 단지. Lincoln Courts에는 17개 블록의 취사 가능 아파트가 있으며 각 아파트에는 5~8명의 학생이 거주하고 있다. Cygnet Wharf에는 10~12명의 아파트가 있는 3개의 건물이 있다. 이 사이트에는 장애 학생을 위해 특별히 설계된 아파트를 포함하여 총 1,037개 이상의 침실이 있는 다양한 시설이 있다.
또한 Lincoln에는 다양한 대학 소유 및 캠퍼스 외부의 개인 학생 숙소가 있다.

## 학업 프로필

### 평판 및 순위
2017년 The Complete University Guide 순위에서 농업 및 임업 부문 8위, 비즈니스 및 경제 부문 2위를 차지했으며, 2023/24 기준 약학 및 약리학 부문 전체 1위를 달성하였다.
Lincoln은 2020년 The Guardian 대학 종합랭킹에서 현재까지 가장 높은 17위를 기록했다. 
2023년  영국의 고등 및 추가 교육 기관에 수여되는 최고 권위의 상으로 Winner of the prestigious Queen’s Anniversary Prize을 수상하면서, 농업 식품 기술 분야에서의 혁신적인 연구와 교육을 통해 영국의 식품 및 농업 산업의 성공과 지속 가능성에 기여한 공로로 이 상을 받았다. 해당 연도에는 옥스포드 대학교를 포함한 총 22개의 대학과 컬리지에 수여되었다. 이 중 비교적 짧은 역사를 가진 2000년 이후 개교한 연구중심 대학은 링컨대학교가 유일하다.
특히 두드러지는 특징으로는 BMBS(Medicine), MPharm(Pharmacy)을 포함한 Medical 계열은 국제학생의 입학이 쉽지않아 외국인 비율이 많은 타 대학의 동일학과에 비해 비교적 낮은 국제화 지수를 가지고 있다. Medicine acceptance rate 는 32.8%, MPharm acceptance rate 는 59% 로 영국 학생들도 입학이 까다로운 편이다.
대학의 전략 계획 2022-2027은 영국의 상위 15개 대학 중 하나가 되는 목표를 설정한다. 제출된 연구의 절반 이상이 대학 연구 표준에 대한 영국의 마지막 전국 평가인 2014 Research Excellence Framework (REF 2014)에서 국제적으로 우수하거나 세계 최고로 평가되었으며,  2017년 그리고 2023년 모두 Teaching Excellence Framework (TEF 2023)에서 금상을 수상했다.
2020년에 이 대학은 The Times 와 Sunday Times Good University 2021에서 올해의 현대 대학으로 선정되어 영국에서 가장 높은 순위의 다중 학부 현대 대학으로 45위(135개 중)로 올랐다. 가이드. 같은 해 The Times Higher Education Young University Rankings에서 세계 최고의 젊은 대학 중 하나로 선정되었으며, National Student Survey 2020에서 129개 주류 대학의 전체 학생 만족도에서 영국에서 14위를 차지했으며 별 5개를 받았다. 글로벌 대학의 QS Stars 등급에서 평가되었다.

### 신원
2001년부터 2012년까지 링컨 대학교의 공식 로고는 고대 로마의 지혜와 지식의 여신인 미네르바의 머리였다. 2012년 7월부터 백조, 백합, 교과서를 특징으로 하는 대학의 문장을 포함하도록 변경되었다.

## 주목할만한 인물

### 아카데믹
- Jane Chapman - 커뮤니케이션 교수[51]
- Carenza Lewis – 대중 연구 이해 교수
- Stephen McKay – 사회 연구 교수

### 졸업생
- 고든 볼드윈 - 도예가
- David Firth – 애니메이터 및 비주얼 아티스트[52]
- 조나단 포일 - 건축 역사가
- Andrea Jenkyns – Morley 및 Outwood 의 MP
- Tom Marshall – 아티스트 및 포토 컬러라이저
- 폴 노블 – 비주얼 아티스트
- Vicki Phillips – Bill & Melinda Gates Foundation의 교육자 겸 이사[53]
- 크리스 랜킨 - 영화 배우
- Thomas Ridgewell - YouTube 동영상 제작자
- 제인 샤프 – 방송인
- Martin Vickers – Cleethorpes 의 MP[54]
- Juan Watterson – Rushen의 MHK[55] 및 House of Keys의 연사
- 댄 우드 - 방송인
- Paul Staines - Guido Fawkes 웹사이트의 정치 블로거

### 명예졸업생[56]
- 스튜어트 피치 경
- 마이클 베튼
- 소피 웰스
- 존 헤가티
- 데이비드 로스
- 레지날드 D 헌터
- 윌리 메이스너
- 나잠 키드와이
- 데보라 불
- 카밀라 칼봄 플린
- 대니와 니키 카울리
- 조지 "조니" 존슨
- 제임스 카칼리오스 교수
- Rt. 혼. Lord Malloch-Brown
- 제임스 펜튼 교수
- 엘라 간디
- 토니 가넷
- 모린 카바나
- J 마이어 교수
- 캔디스 펠렛
- 크리스토퍼 페니
- 에핌 젤마노프 교수
- 맥스웰 허친슨 교수
- 토마스 루프
- 필립 샌즈 교수
- 로저 버터리
- 클레어 크로스 교수
- 바바라 딕슨 OBE
- The Right Honorable The Lord Fellowes of West Stafford DL
- 조슈아 로젠버그
- 데임 스테파니 셜리
- 안드레아 스피로풀로스
- 크리스 워모스
- 이안 블레어 경
- 롤리 키팅
- 소대장 LJ Nadin
- 존 상사
- 콜린 월시
- 그레이엄 세커
- Burtersett의 Baroness Lister 교수
- David Chiddick 교수 CBE
- 윌리엄 T 크론
- 스티븐 갈자드
- 존 허트
- 폴 랭포드 교수
- 마이클 말로니 박사 OBE
- 로버트 프라이스 박사 OBE
- 마크 리치몬드
- 숀 사전트
- 로데릭 A. 스미스 교수
- 데이비드 트위디 경 교수
- 존 젠킨슨
- 팻 칼렌 교수
- 리차드 코르크 박사
- 존 크리들랜드 CBE
- 조나단 포일 박사
- 로이드 그로스만 CBE
- 알렉스 마크햄 교수
- 로저 모시
- Louth의 Norton 경
- Marianne Overton 의원 부인
- 데임 필리파 러셀 DBE
- 알베르토 알레시 박사
- 야스민 알리바이-브라운
- 이안 보텀 경 OBE
- 마크 바이포드
- Dame Sally Davies 교수 DBE
- 앤 홀릭
- 남작부인 헬레나 케네디
- 윌리엄 루이스
- 리처드 리드
- 브라이언 베반
- 크레이그 리디 경 CBE
- 비키 L 필립스 박사
- 로저 디 앳킨슨
- 피터 데이
- 이안 에머슨 OBE
- Air Commodore Neil Gammon MA MSc BSc
- 팀 랑 교수
- 피터 퀀틱 박사
- 데이비드 G. 로싱턴
- 앨런 러스브리저
- Dalibor Vesely 박사
- Rt Hon 교수 Lord Winston
- 돈 블랙번
- Dame Elizabeth Esteve-Col l DBE
- 키스 J 레이들러
- 로저 로튼 교수
- 데이비드 멀레이니
- 존 필거
- Port Ellen의 Rt Hon Lord George Robertson
- 데얀 수지치 OBE
- 짐 휘팅햄
- 안토니오 베라르디
- The Rt Hon Baroness Byford DBE
- 버나드 크럼프 교수
- 존 한나
- Tradeston의 Macdonald 경
- 마이크 뉴웰
- 니콜라스 파슨스
- 데이비드 렘프라이 MBA RA
- 앤서니 스미스

## 같이 보기
- 사범대학
- 영국의 대학 목록